# Jalandhar Cantonment
Jalandhar Cantonment là một thị xã quân sự (cantonment) của quận Jalandhar thuộc bang Punjab, Ấn Độ.

## Nhân khẩu
Theo điều tra dân số năm 2001 của Ấn Độ, Jalandhar Cantonment có dân số 40.521 người. Phái nam chiếm 59% tổng số dân và phái nữ chiếm 41%. Jalandhar Cantonment có tỷ lệ 81% biết đọc biết viết, cao hơn tỷ lệ trung bình toàn quốc là 59,5%: tỷ lệ cho phái nam là 85%, và tỷ lệ cho phái nữ là 75%. Tại Jalandhar Cantonment, 10% dân số nhỏ hơn 6 tuổi.